# 169509 Jeffreyrobbins
169509 Jeffreyrobbins este o planetă minoră (asteroid), cu un diametru de 10,47 km, din Outer Main Belt⁠(d). A fost descoperită pe 7 februarie 2002 la Observatorul Național Kitt Peak de Marc Buie⁠(d). 
Obiectul prezintă o orbită caracterizată de o semiaxă mare de 3,962697247238 UAi, o excentricitate de 0,25568964728189, o înclinație de 3,3282152274472 ° în raport cu ecliptica.